# Simboli di Milano

Lo stemma di Milano. In questa forma è in uso dal 1934

I tre simboli di Milano, città capoluogo della Lombardia, sono lo stemma, il gonfalone e la bandiera, così come riportato nello Statuto comunale.
La bandiera utilizzata dalla moderna città di Milano riprende fedelmente quella usata dal Ducato di Milano dal 1395 al 1797, ovvero un vessillo bianco con una croce di colore rosso. A seconda del periodo storico e – in particolare – della dinastia regnante che dominava la città, si sono succeduti diversi stendardi civici (il cosiddetto Vexillum civitas), che di volta in volta rappresentava la famiglia nobiliare che governava il ducato milanese, fermo restando la conservazione della primigenia bandiera cittadina bianca con croce di colore rosso come vessillo ufficiale dello Stato (il cosiddetto Vexillum publicum).
Lo stemma di Milano è costituito da uno scudo sannitico di color argento (bianco) su cui è sovrapposta una croce rossa. Il tutto è racchiuso ai lati da un ramo di alloro e uno di quercia, legati insieme da un nastro tricolore. Lo scudo, che è timbrato da una corona turrita colore oro o nero, simbolo del titolo di città, è in uso, nella sua forma moderna, dal 19 marzo 1934, quando fu emanato il relativo decreto di concessione da parte dello Stato. La croce rossa su campo bianco come simbolo della città meneghina nacque nel Medioevo: tale soggetto, che è stato riportato per la prima volta sulla bandiera di Milano, è stato poi l'ispirazione per la realizzazione dello stemma cittadino.
Il primo gonfalone di Milano è stato un arazzo realizzato intorno al 1565 dai ricamatori Scipione Delfinone e Camillo Pusterla su disegno di Giuseppe Arcimboldi e Giuseppe Meda. Restaurato una ventina di volte nei successivi tre secoli, è custodito all'interno del Castello Sforzesco, nella Sala del Gonfalone. Una sua copia, che è custodita a Palazzo Marino, nella Sala dell'Alessi, viene esibita nelle ricorrenze ufficiali più importanti per rappresentare la città di Milano. Entrambi i gonfaloni menzionati raffigurano, al centro, sant'Ambrogio, vescovo di Milano e santo patrono della città.
Altri simboli di Milano, non riconosciuti in sede ufficiale, sono la scrofa semilanuta, animale legato alla leggenda della sua fondazione e primo simbolo della città, la cosiddetta "Madonnina", una statua d'oro collocata sulla guglia più elevata del Duomo di Milano rappresentante Maria, madre di Gesù Cristo (questa statua è anche la protagonista della canzone dialettale milanese O mia bela Madunina di Giovanni D'Anzi, che è di fatto considerata l'inno della città), il biscione (in dialetto milanese el bisson), ritratto nell'atto di ingoiare o proteggere, a seconda delle interpretazioni, un fanciullo o un uomo nudo, originariamente simbolo del casato dei Visconti, Signori e poi Duchi di Milano tra XIII e XV secolo, e infine Meneghino, personaggio del teatro milanese, divenuto poi maschera della commedia dell'arte.

## Blasonatura
Lo stemma di Milano è stato approvato con decreto del Capo del governo del 19 marzo 1934. La blasonatura dei simboli della città è così riportata nello statuto del comune di Milano:
Il gonfalone di Milano è decorato da due onorificenze. Milano è stata la prima, tra le ventisette città decorate di medaglia d'oro come "benemerite del Risorgimento nazionale", ad essere insignita da questa onorificenza per le azioni altamente patriottiche compiute dalla città nel periodo risorgimentale (inteso dalla Casa regnante dei Savoia, che concesse a Milano questa onorificenza, come il periodo compreso fra il 1848 e il 1918).
Il capoluogo lombardo è anche tra le città decorate al valor militare per la guerra di liberazione; in particolare è insignita della medaglia d'oro al valor militare per i sacrifici subiti della sua popolazione e per la sua attività nella Resistenza partigiana durante la seconda guerra mondiale.
Le motivazioni della concessione delle due onorificenze sono:

La bandiera di Milano, anch'essa costituita da una croce rossa in campo bianco. Riprende fedelmente il vessillo guelfo del Comune di Milano, che fu usato dalla Lega Lombarda contro Federico Barbarossa.

## Storia

### La bandiera di Milano

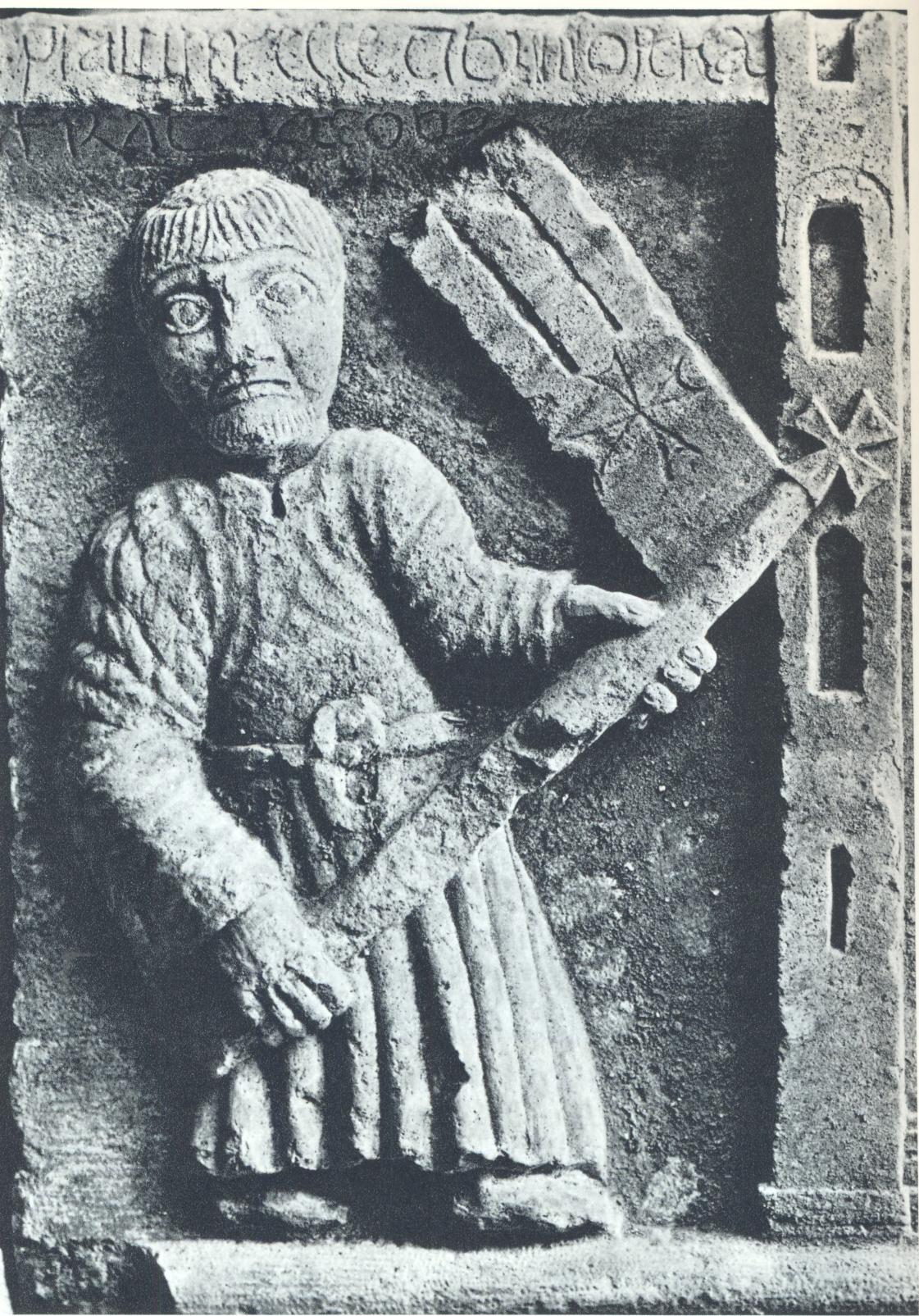
La prima bandiera documentata di Milano rappresentata sul bassorilievo di Porta Romana.

A seconda del periodo storico e – in particolare – della dinastia regnante che ha dominato la città, si sono succeduti diversi stendardi civici (il cosiddetto Vexillum civitas, che poteva essere utilizzato anche come bandiera di guerra), che di volta in volta hanno rappresentato la famiglia nobiliare che ha governato il ducato milanese (ad esempio il biscione azzurro in campo bianco, divenuto poi stemma dei Visconti e del Ducato di Milano), fermo restando la conservazione della primigenia bandiera cittadina bianca con croce di colore rosso come vessillo ufficiale dello Stato (il cosiddetto Vexillum publicum).
A questi due vessilli si aggiungeva il Vexillum populus, ovvero lo stendardo del popolo, che aveva raffigurata l'effigie di sant'Ambrogio, vescovo di Milano: tale soggetto è stato poi ripreso dall'Aurea Repubblica Ambrosiana, esistita dal 1447 al 1450, per la propria bandiera.
La leggenda vuole che la croce venisse data quale insegna ai milanesi da papa Gelasio I nella persona di Alione Visconti, ipotetico maestro di campo generale dell'esercito cittadino contro Teodorico, re degli Ostrogoti, ma questa ipotesi non regge alla verifica storica.
Nel 1038, quando l'arcivescovo Ariberto da Intimiano armò la plebe e le diede il Carroccio, Milano non aveva ancora una bandiera, ma secondo il cronista Arnolfo, testimone oculare degli eventi, dall'antenna del Carroccio pendevano due fasce di tessuto candido. Sul Carroccio era sì presente una croce, ma si trattava di una croce latina in legno attaccata più in basso delle fasce e sopra l'altare, usata per la celebrazione dei riti religiosi.
L'adozione del simbolo della croce rossa in campo argento risale sicuramente ad un'epoca successiva alla prima crociata, infatti tutti gli studiosi sono concordi nel non ammettere l'esistenza di simboli araldici di Milano prima di allora. Altra leggenda vuole infatti che la croce venisse adottata dai crociati milanesi nel corso della conquista del Santo Sepolcro.
La più antica testimonianza scritta che cita la bandiera di Milano nella forma di una croce rossa in campo bianco è datata 1155: essa è riportata su una lettera spedita dai tortonesi ai consoli di Milano. Su questo documento la bandiera di Milano è descritta come un vessillo bianco su cui è posizionata una croce rossa dalla forma a "patente", ovvero una croce con le braccia che si allargano alle estremità.
Questa primigenia bandiera, che ha dato poi origine al vessillo moderno, è raffigurata su un bassorilievo presente un tempo su Porta Romana medievale, che è stata demolita nel 1793: tale bassorilievo è stato salvato dalla distruzione ed è ora esposto al Castello Sforzesco. Per quanto riguarda la croce, i milanesi scelsero questo soggetto come loro simbolo in omaggio a Gesù Cristo: non ebbe quindi origine, come si potrebbe credere, dalle crociate, dal Sacro Romano Impero o dal Papato.
Giorgio Giulini riporta nelle sue Memorie che lo storico lodigiano Ottone Morena vide personalmente nel 1160 il Carroccio di Milano su cui svettava «un grandissimo vessillo bianco colla croce rossa», stendardo che comparve anche sul Carroccio utilizzato nella battaglia di Legnano (29 maggio 1176), scontro armato che vide vittoriosa la Lega Lombarda sull'esercito del Sacro Romano Impero guidato da Federico Barbarossa. La Lega Lombarda scelse infatti come vessillo lo stendardo bianco crociato di rosso di Milano.

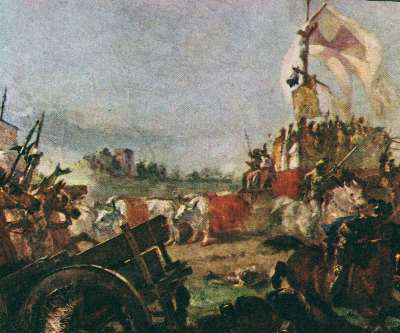
Il Carroccio durante la battaglia di Legnano in un dipinto di Amos Cassioli. Sul Carroccio si può notare il vessillo bianco crociato di rosso della Lega Lombarda, che fu mutuato dallo stendardo di Milano

Dopo la battaglia di Legnano l'emblema crociato milanese diventò simbolo di autorità ed autonomia, e molte città del Nord Italia lo adottarono; dal 1859 la stessa Provincia di Milano lo accolse come base del proprio stemma, che poi andrà a modificarsi fino a quello attuale presente dal 1992 e in seguito adottato dalla città metropolitana di Milano.

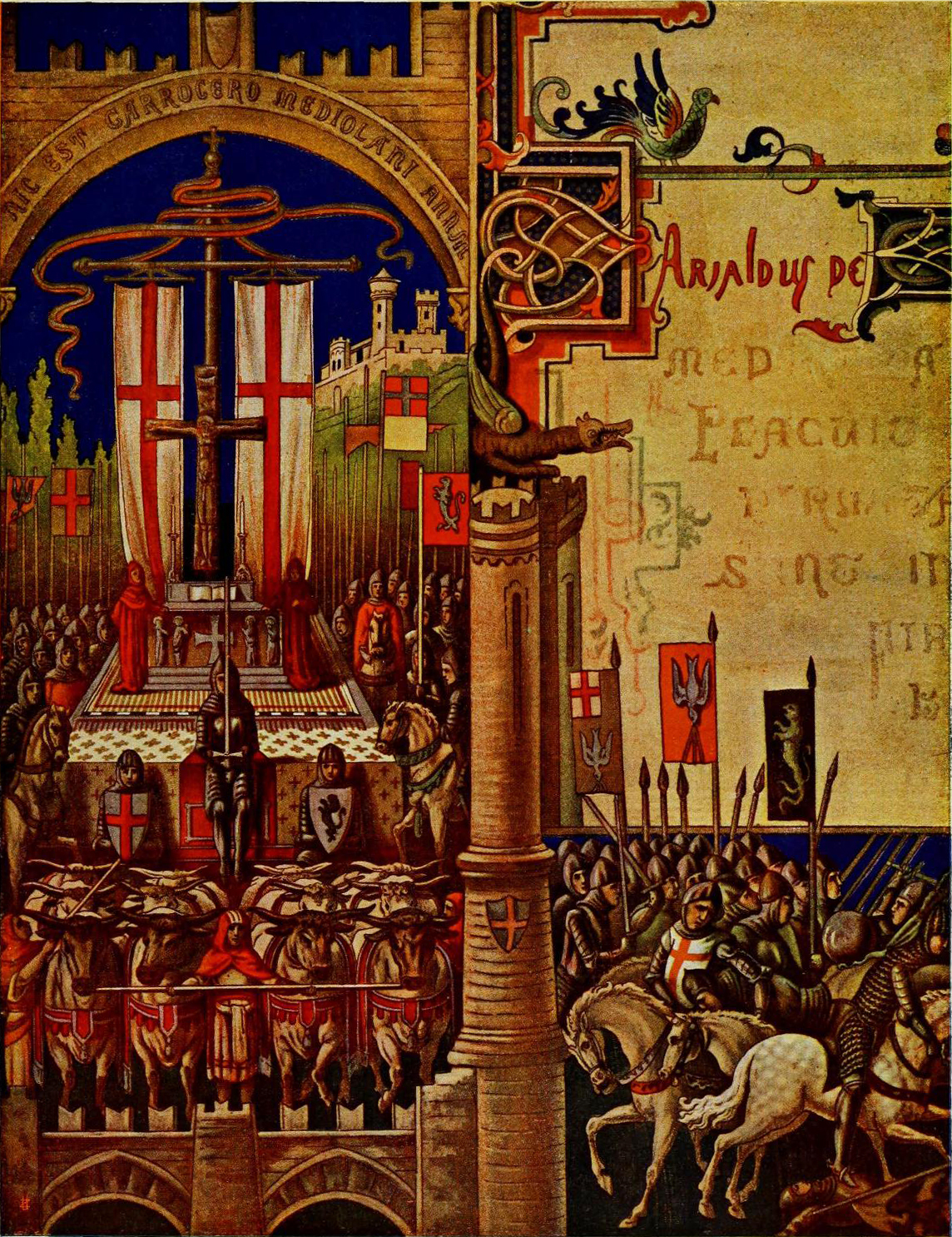
Il Carroccio di Milano su un'antica miniatura. Si può notare, sul Carroccio, il Vexillum publicum del comune di Milano, costituito da una croce rossa su sfondo bianco

Quindi solo dal XIII secolo la bandiera di Milano ha assunto la sua forma definitiva, ovvero una croce rossa su campo bianco, abbandonando la primigenia forma a "patente". Da essa è poi derivato lo stemma di Milano, ovvero uno scudo sannitico di color argento (bianco) su cui è presente una croce rossa, che è utilizzato ancora oggi. Il debutto della croce su campo bianco sullo stemma cittadino fu quindi successivo alla prima comparsa di questo simbolo di Milano su una bandiera: fu proprio la croce rossa su campo bianco presente sul vessillo di Milano a ispirare poi il soggetto dello stemma cittadino.
La bandiera di guerra del Ducato di Milano fu invece un vessillo usato dal 1277 al 1540 dai Visconti e poi dagli Sforza avente al centro un biscione nell'atto di ingoiare un fanciullo: il "biscione" è poi diventato uno dei simboli più celebri di Milano. Al vessillo militare di Milano Dante Alighieri dedicò questi versi della Divina Commedia:
(Dante Alighieri, Divina Commedia, ottavo canto del Purgatorio)
I significati che si potrebbero associare a questi versi sono due: "l'esercito milanese si accampa solo dove fosse piantato il biscione", cioè lo stendardo dei Visconti, oppure "il biscione che i milanesi custodiscono nel loro campo militare".
Da questa bandiera di guerra è derivato lo stendardo civico dei Visconti che aggiunsero al biscione, nel 1329, un'aquila imperiale nera su sfondo oro (in onore all'ottenimento del vicariato imperiale da parte di Azzone Visconti), e che fu poi mantenuto dagli Sforza. Un'eccezione fu lo stendardo civico usato dal 1395 al 1402, nei primi anni del Ducato, dove erano raffigurati il Giglio di Francia, concesso dal re di Francia Carlo VI per il matrimonio del duca con Isabella di Valois, e il biscione: poi, in sostituzione del Giglio di Francia, fu ripristinata l'aquila imperiale viscontea.
Degna di nota fu la bandiera di Stato dell'Aurea Repubblica Ambrosiana, creatasi nel 1447 a causa della morte senza eredi di Filippo Maria Visconti. La repubblica milanese fu abolita nel 1450 con la presa del potere da parte di Francesco Sforza, che restaurò il Ducato di Milano. La bandiera dell'Aurea Repubblica Ambrosiana riprendeva l'antico vessillo crociato meneghino a cui venne aggiunta la figura di sant'Ambrogio, vescovo di Milano.

### Evoluzione delle bandiere e degli stendardi di Milano

Prima bandiera di Milano di cui si abbia traccia documentata (1171)
Bandiera di Stato (Vexillum publicum) del Ducato di Milano (1395-1797)
Bandiera di guerra (Vexillum civitas) di Milano di epoca viscontea (1277-1395)
Bandiera della Repubblica Ambrosiana
Una delle varianti della Bandiera della Repubblica Ambrosiana
Bandiera di guerra (Vexillum civitas) di Milano (1395-1402)
Bandiera di guerra (Vexillum civitas) di Milano di epoca viscontea e sforzesca (1395-1499)

### La nascita dello stemma di Milano

Sigillo della Repubblica Ambrosiana (1447-50)

Ipotetico stendardo dell'Aurea Repubblica Ambrosiana

Alla fondazione del comune medievale di Milano (1045), come stemma, fu usato uno scudo partito di bianco (simbolo del popolo) e di rosso (simbolo dei nobili). L'adozione della croce rossa in campo bianco come stemma risale al XII secolo quale segno di maggiore autonomia dal Sacro Romano Impero; Milano non fu un'eccezione, visto che l'uso di uno stemma civico iniziò a essere comune anche per altre città.
La prima testimonianza dello stemma nella forma attuale di cui si abbia memoria è del XIV secolo e si trovava sull'arca di Azzone Visconti presente nella chiesa di San Gottardo in Corte, ora perduta, dov'era raffigurato sant'Ambrogio portante il vessillo bianco con la croce rossa.

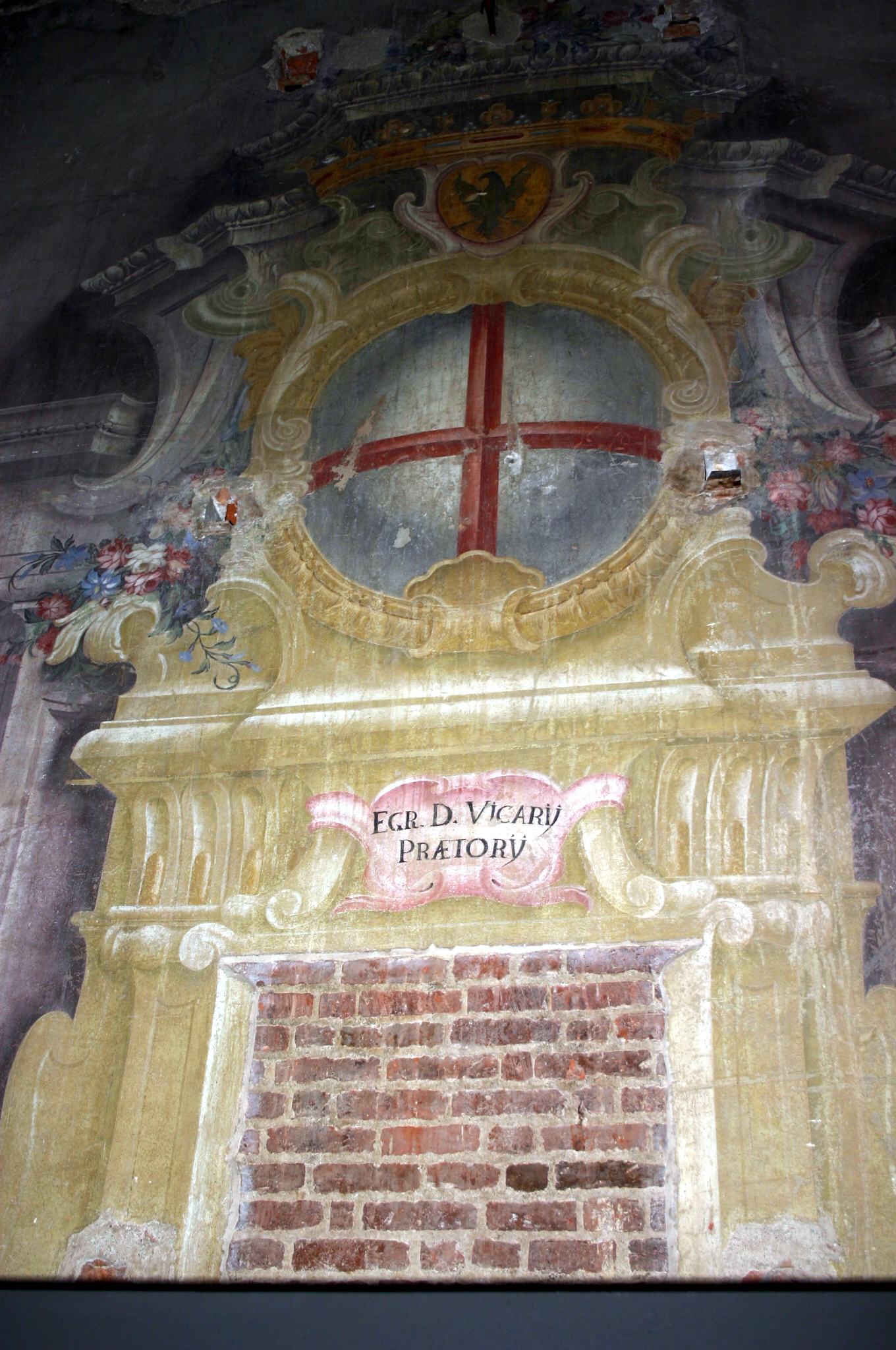
Affresco sulla parete retrostante di quello che un tempo era un banco dei magistrati, al primo piano del "Broletto nuovo" o "Palazzo della Ragione", l'antico Palazzo di Giustizia di Milano. L'affresco, al di sotto dello stemma di Milano, riporta la scritta latina Egregij Domini Vicarij Praetorij ("L'egregio sostituto del pretore")

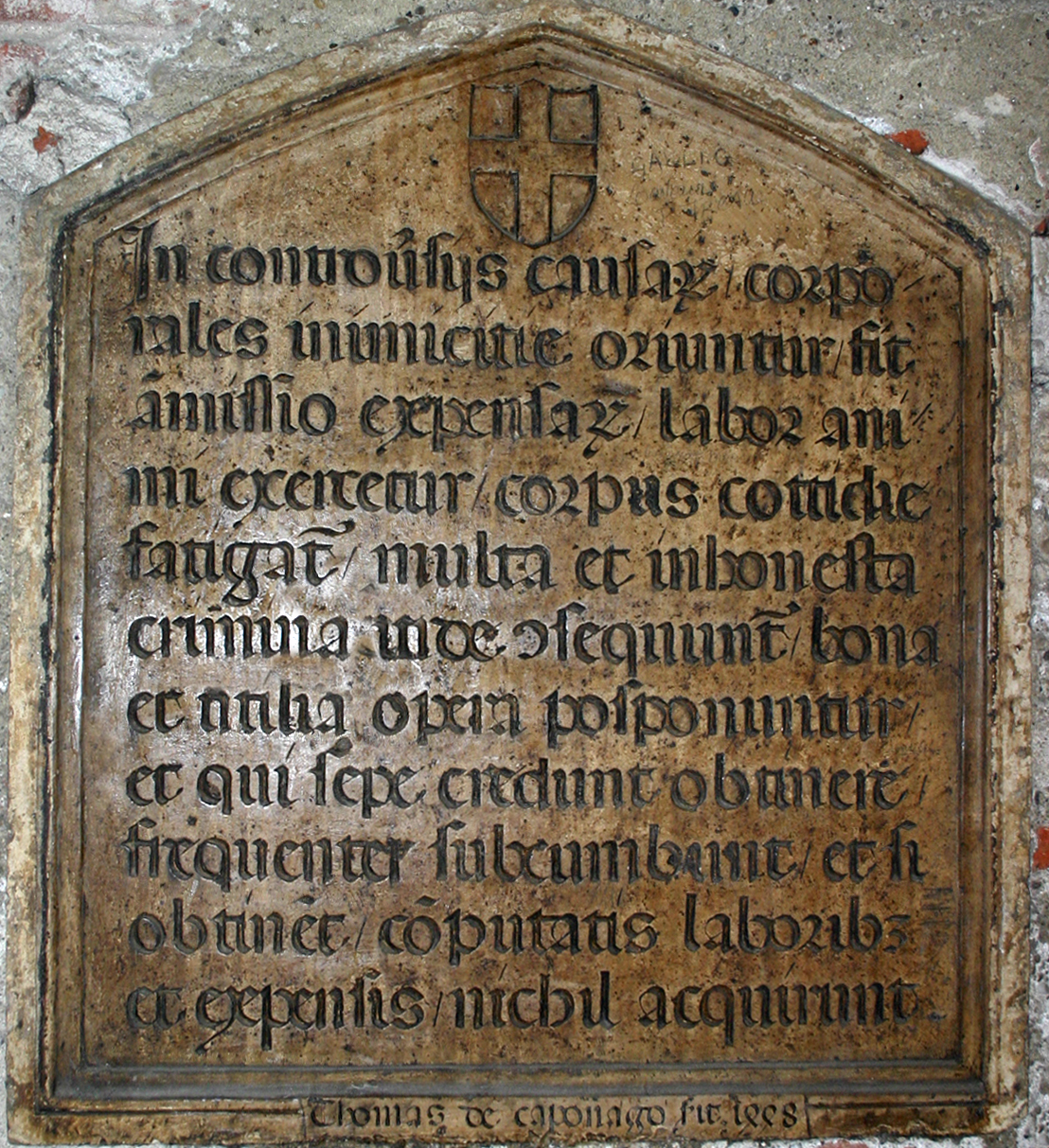
Iscrizione di Tommaso da Caponago (1448) che ammonisce su tutti i mali che provocano le cause in tribunale. Si trova nell'ingresso del "Broletto nuovo" o "Palazzo della Ragione", l'antico Palazzo di Giustizia di Milano, nella Casa dei Panigarola

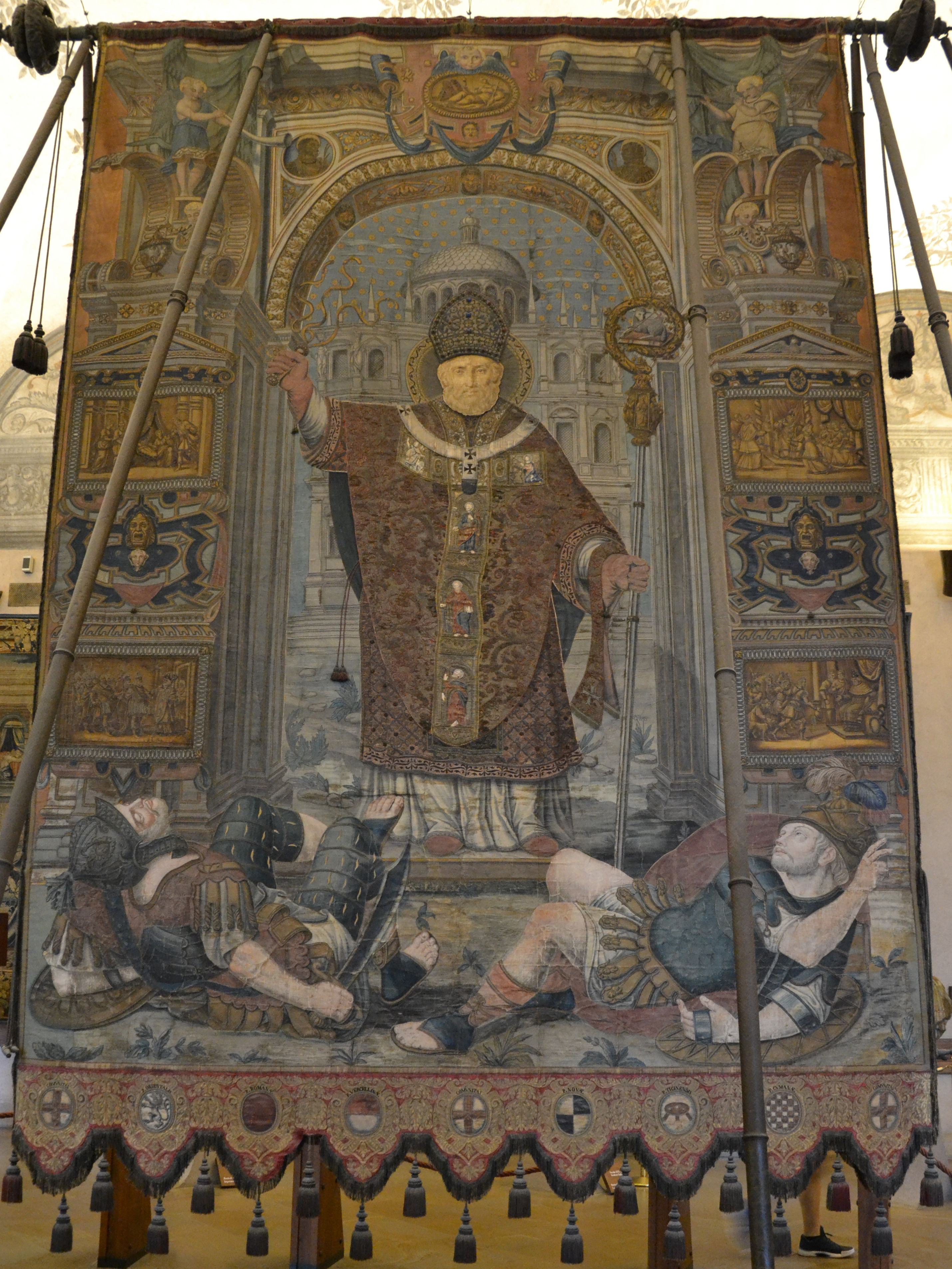
L'arazzo del 1565 opera di Scipione Delfinone e Camillo Pusterla, primo gonfalone di Milano. È custodito all'interno del Castello Sforzesco, nella Sala del Gonfalone

In seguito, sotto il dominio dei Visconti, lo stemma bianco crociato di rosso fu spesso sostituito dal biscione, emblema di questa famiglia nobiliare e del Ducato di Milano, tornando ad essere forse usato come stemma dell'Aurea Repubblica Ambrosiana (1447-1450); infatti due arazzi presenti nel Fahnenbuch ("libro delle bandiere") del 1647, attribuiti alla Repubblica Ambrosiana e riportanti uno scudo bianco crociato di rosso come stemma, vengono ritenuti di valore storico dubbio. È invece provato storicamente l'utilizzo, da parte della Repubblica Ambrosiana, della croce rossa su campo bianco come bandiera, a cui venne aggiunta la figura di sant'Ambrogio.
Degna di nota è un'iscrizione risalente al 1448, che è sormontata dallo stemma di Milano nella forma di uno scudo crociato, che si trova nella Casa dei Panigarola, storico palazzo milanese situato in piazza dei Mercanti, dove aveva la funzione di "Ufficio degli Statuti", ovvero del luogo che provvedeva alla registrazione e alla trascrizione dei decreti ducali, degli atti pubblici nonché a determinare le categorie degli atti privati. Tale iscrizione, che ammonisce su tutti i mali che provocano le cause in tribunale, recita:
(Tommaso da Caponago, 1448, Casa dei Panigarola, Milano)
Nei secoli successivi lo stemma di Milano fu talvolta arricchito con l'effige di sant'Ambrogio. A partire dal XVI secolo iniziarono ad apparire altri ornamenti quali cartocci, corone e fronde.

### Il gonfalone di Milano
Il primo gonfalone della città di Milano è stato un arazzo realizzato intorno al 1565 dai ricamatori Scipione Delfinone e Camillo Pusterla su disegno di Giuseppe Arcimboldi e Giuseppe Meda. Venne benedetto da Carlo Borromeo e portato per la prima volta in processione per la festa di Pentecoste il 2 giugno 1566. Restaurato una ventina di volte nei successivi trecento anni è custodito all'interno del Castello sforzesco, nella Sala del Gonfalone.
Misura 5,2 m di altezza per 3,57 di larghezza. Esso raffigura, al centro, sant'Ambrogio, munito di una sferza, in atto di cacciare gli Ariani; al di sotto vi sono riportati gli stemmi dei sei sestieri di Milano e per tre volte lo stemma della città. Ai lati, sono invece raffigurati episodi della vita di sant'Ambrogio.
Una sua copia, che è custodita a Palazzo Marino, nella Sala dell'Alessi, viene esibita nelle ricorrenze ufficiali più importanti per rappresentare la città di Milano.

### Epoca asburgica e napoleonica

Stemma di Milano concesso da Napoleone nel 1813

Nel 1805 Milano divenne prima capitale della Repubblica Italiana e poi del Regno d'Italia, Stati direttamente dipendenti dalla Francia napoleonica.
Con la Rivoluzione francese tutti gli stemmi, considerati «simboli di schiavitù», vennero inizialmente aboliti ma, successivamente, Napoleone Bonaparte ripristinò la possibilità di avere un blasone cittadino; per evitare abusi il 17 gennaio 1812 decretò dal Palazzo delle Tuileries che «nessuna città, nessun comune o pubblico stabilimento avesse ad esporre stemma particolare se prima non ne avesse ottenuta la espressa concessione con lettere patenti».
Milano ebbe, il 9 gennaio 1813, la concessione dello stemma, la cui blasonatura recita:
(Blasonatura dello stemma di Milano d'epoca napoleonica)
Il capo presente al di sopra dell'antico stemma era quello delle buone città del regno. Caduto Napoleone nel 1814, anche lo stemma sovrastato dal capo napoleonico fu dismesso.
Il 3 aprile 1816 l'imperatore Francesco I d'Austria, con un decreto, sostituiva le frasche vegetali con un ornamento in oro: secondo il sovrano austriaco l'oro, il più nobile dei metalli, meglio si addiceva ad una città regia e importante come Milano; al di sopra della corona era posta l'aquila bicipite asburgica.
I fregi dorati e le frasche vennero in seguito sostituiti da fronde verdi di olivo e di quercia legate con un nastro di color celeste.

### L'Unità d'Italia e il decreto di concessione

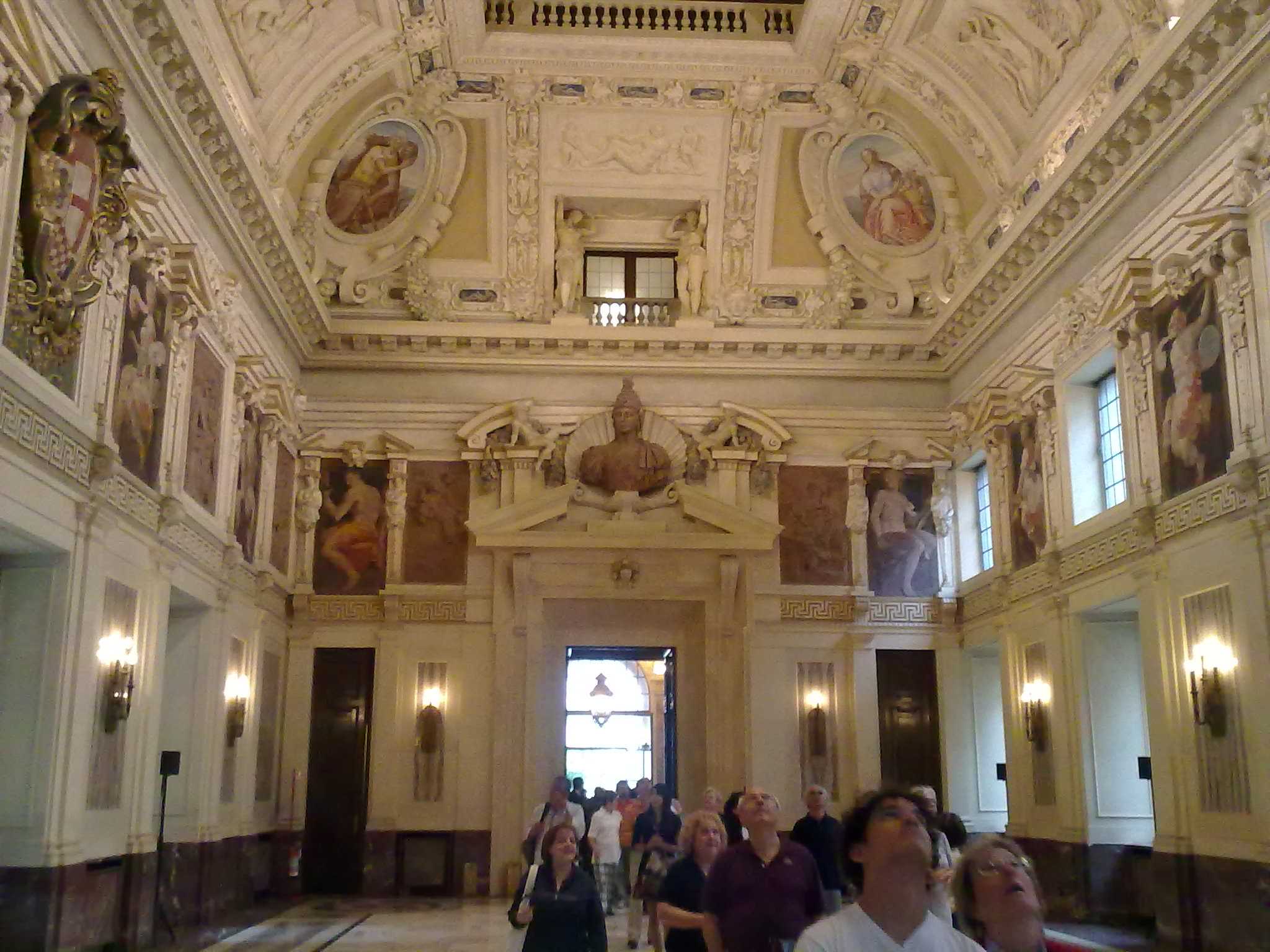
La Sala dell'Alessi a Palazzo Marino, dov'è conservato il moderno gonfalone della città

Con il passaggio di Milano al Regno di Sardegna (1859) fu dapprima tolta l'aquila bicipite e in seguito vennero modificate le forme della croce, dello scudo e degli ornamenti (ottobre 1860). La giunta comunale milanese approvò altre lievi modifiche il 13 maggio 1867, a proclamazione del Regno d'Italia già avvenuta, e altre se ne aggiunsero nel 1899.

Stemma di Milano, in forma di scudo composto, presente sul braccio verso via Silvio Pellico della Galleria Vittorio Emanuele II

Il capo del Littorio, sezione superiore degli stemmi resa obbligatoria per tutti i comuni, le province e gli enti morali durante il regime fascista

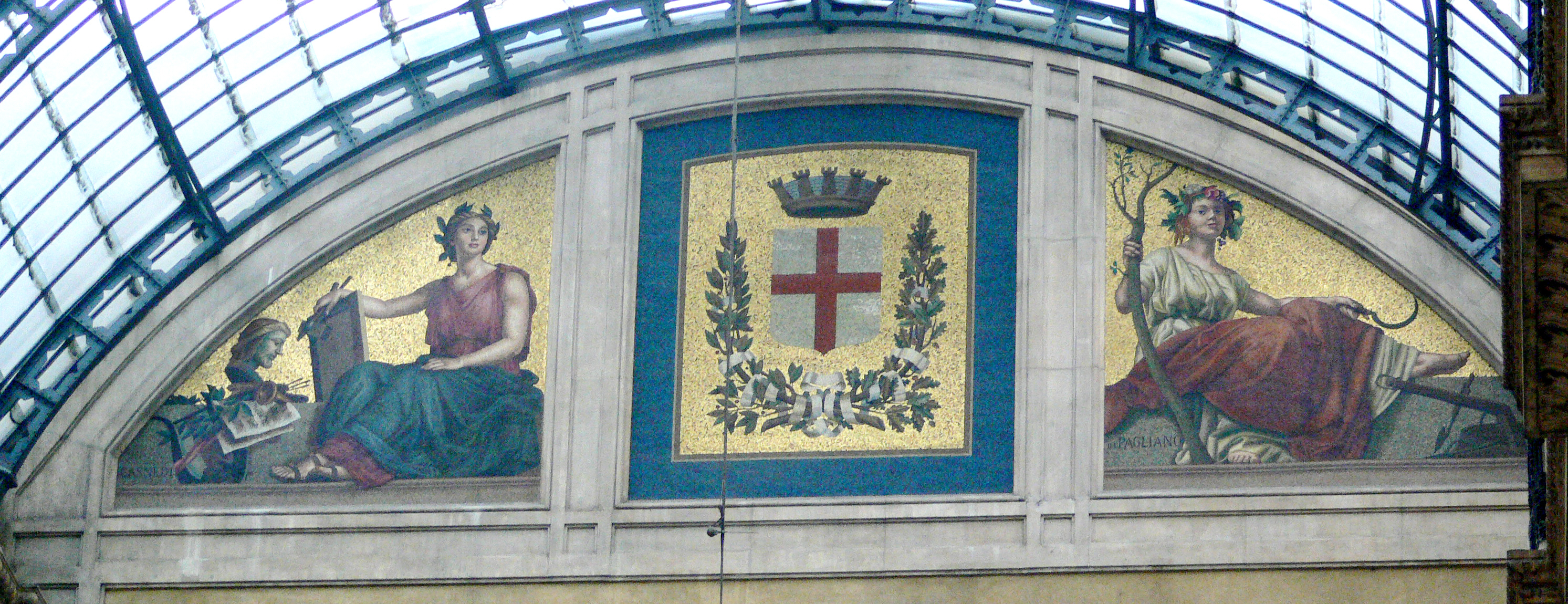
Stemma di Milano che decora la Galleria Vittorio Emanuele II

Nel 1932, durante il regime fascista, il podestà di Milano Marco Visconti si attivò affinché, secondo le prescrizioni della legge vigente, anche lo stemma di Milano avesse un riconoscimento legale da parte dello Stato italiano con l'emissione di un decreto ad hoc. Il 13 maggio Marco Visconti scrisse al prefetto dichiarando che era necessario sostituire lo stemma presente su numerosi edifici e in altri contesti; abbandonata l'idea di includere nello stesso il fascio littorio, visto il dispendio di tempo necessario per realizzare la bozza di un nuovo stemma, richiedeva altresì il riconoscimento legale del blasone cittadino, che sarebbe stato essenzialmente uguale all'antico.
In data 14 giugno il prefetto trasmise la domanda alla Presidenza del Consiglio dei ministri, allegando gli estremi del precedente riconoscimento asburgico. In attesa della concessione ufficiale il podestà nominò, il 16 febbraio 1933, una commissione avente «l'incarico di proporre un progetto di uno stemma della città di Milano che richiamandosi alle tradizioni della città risponda alle esigenze araldiche ed estetiche»; la commissione, presieduta dal podestà, era composta da Giovanni Vittani, Romolo Caggese, Lodovico Pogliani, Alessandro Giulini e Giorgio Nicodemi (segretario).
Il 19 marzo 1934 fu emanato, dopo vari solleciti, il decreto di concessione da parte dello Stato italiano: da questa data lo stemma ha assunto la forma attuale, ovvero uno scudo sannitico di color argento su cui è presente una croce rossa, tutto sormontato da una corona turrita, simbolo delle città italiane.
Nello stemma fu inserito il capo del Littorio, divenuto obbligatorio in precedenza per tutti gli stemmi di comuni, province ed enti morali, con il decreto nº 1440 del 12 ottobre 1933; quest'ultimo provvedimento fu poi abrogato dal decreto luogotenenziale nº 394 del 10 dicembre 1944, e quindi lo stemma perse questa sezione, che si trovava nella parte superiore dello scudo, mantenendo solo la corona turrita di città e il serto di quercia e alloro chiuso dalla cravatta tricolore.

### Usi moderni dello stemma di Milano
| - Stemma di Milano nella sala consiliare a Palazzo Marino - Stemma di Milano scolpito sul Palazzo della Banca Commerciale Italiana di Milano, che si trova in piazza della Scala - Stemma di Milano sul pavimento della Galleria Vittorio Emanuele II - Una delle fontanelle in ghisa installate a Milano. Su di esse è raffigurato lo stemma della città - Stemma di Milano sulle fiancate di un tram - Stemma di Milano sulle fiancate di un'elettromotrice della linea 3 della metropolitana |

## Gli stemmi dei sestieri di Milano
Anche i sei sestieri di Milano (a cui erano associate le sei porte principali di Milano), in cui era divisa storicamente la città, avevano ciascuno uno stemma la cui prima menzione è del 1162:
| Sestiere                     | Stemma | Blasonatura dello stemma                                                          | Porta di riferimento | Note sullo stemma | Stemmi alternativi |
| ---------------------------- | ------ | --------------------------------------------------------------------------------- | -------------------- | --- | ------------------ |
| Sestiere di Porta Comasina   |        | Scaccato di rosso e d'argento                                                     | Porta Comasina       | Il numero di tiri, sette o sei, può variare a seconda delle raffigurazioni. |                    |
| Sestiere di Porta Nuova      |        | Inquartato d'argento e di nero                                                    | Porta Nuova          | In precedenza inquartato d'argento e di rosso e prima ancora di nero al leone d'argento. |                    |
| Sestiere di Porta Orientale  |        | D'argento, al leone di nero                                                       | Porta Orientale      | Talvolta il leone viene raffigurato armato e lampassato di rosso (in precedenza il leone era scaccato d'argento e di nero, e prima ancora si avevano tre leoncini neri, passanti uno su l'altro, su fondo bianco). |                    |
| Sestiere di Porta Romana     |        | Di rosso                                                                          | Porta Romana         | - |                    |
| Sestiere di Porta Ticinese   |        | D'argento, allo sgabello di rosso (o ligneo) a tre gambe, con tre fori nel sedile | Porta Ticinese       | In precedenza lo stemma era completamente d'argento, senza figure. |                    |
| Sestiere di Porta Vercellina |        | Troncato di rosso e d'argento                                                     | Porta Vercellina     | - |                    |

## Altri simboli di Milano
Altri simboli di Milano, non riconosciuti in sede ufficiale, sono la scrofa semilanuta, la cosiddetta "Madonnina", il biscione e Meneghino.

### La scrofa semilanuta
(Strabone, Geografia, V, 1.6.)

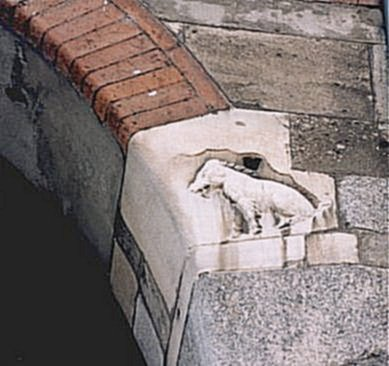
Bassorilievo della scrofa semilanuta su un piedritto del Palazzo della Ragione di Milano

Il primo simbolo della città di Milano fu la scrofa semilanuta, animale legato alla leggenda della sua fondazione. Secondo infatti l'antica tradizione romana riportata da Tito Livio la fondazione di Milano avvenne attorno al 600 a.C. ad opera del celta Belloveso, nipote del sovrano dei Galli Biturigi, che si insediò nel mezzo della pianura, sconfiggendo le precedenti popolazioni etrusche. La leggenda farebbe quindi risalire la sua fondazione al celta Belloveso e a una scrofa semilanuta (in medio lanae: da cui deriverebbe, secondo questa leggenda, il toponimo latino Mediolanum) che divenne poi il simbolo della Milano romana. Questa leggenda fu poi ripresa in epoca medioevale da Bonvesin de la Riva.
Secondo invece gli storici moderni Milano fu fondata intorno al 590 a.C., forse con il nome di Medhelan, nei pressi di un santuario da una tribù celtica facente parte del gruppo degli Insubri e appartenente alla cultura di Golasecca. L'antico abitato celtico, che fu in seguito ridenominato dagli antichi Romani, come è attestato da Tito Livio, Mediolanum, venne poi, da un punto di vista topografico, sovrapposto e sostituito da quello romano. La successiva città romana fu poi a sua volta gradualmente sovrapposta e rimpiazzata da quella medievale. Il centro urbano di Milano è quindi costantemente cresciuto a macchia d'olio, fino ai tempi moderni, attorno al primo nucleo celtico.

### La Madonnina

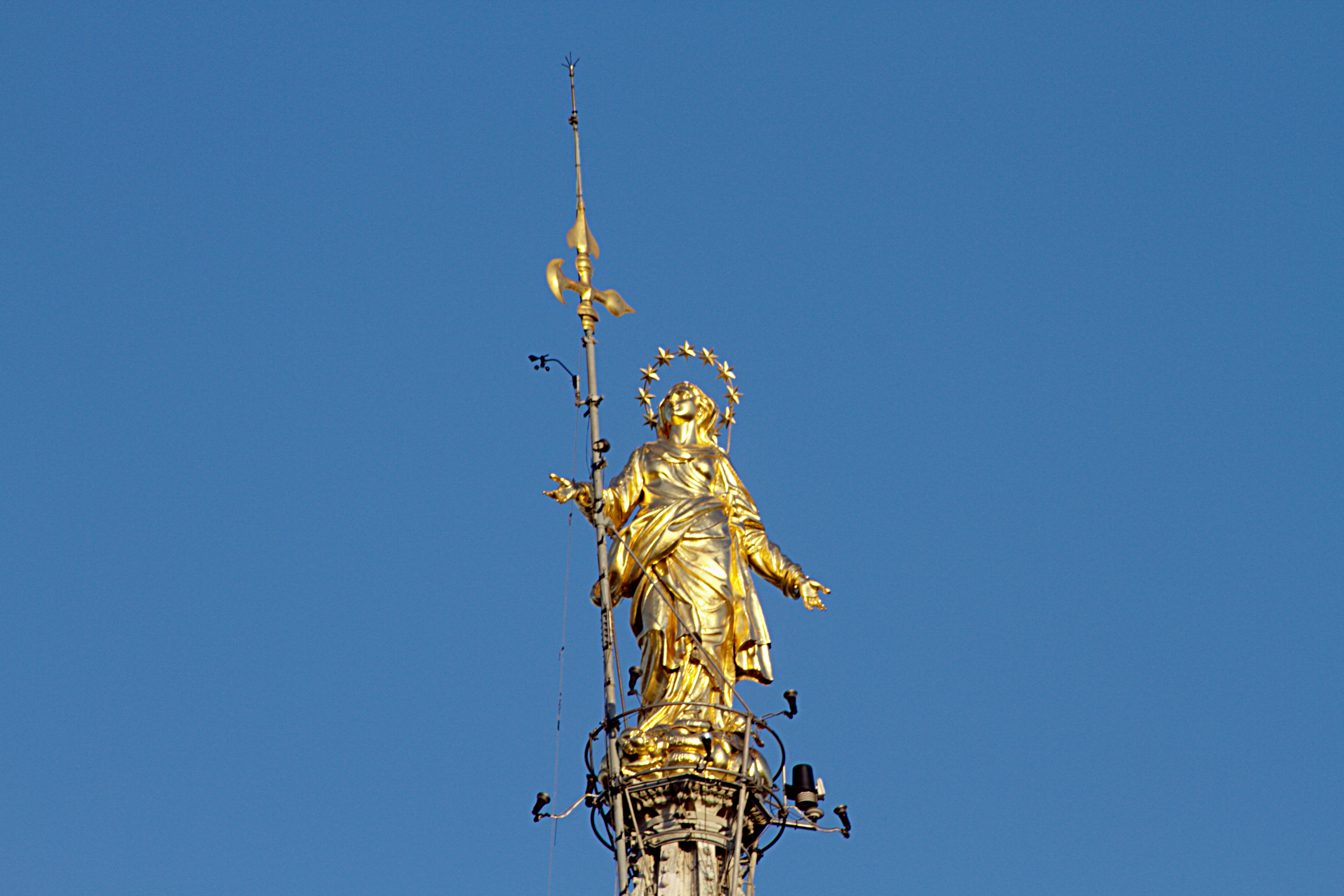
La Madonnina, statua presente sulla sommità del Duomo di Milano

La Madonnina è una statua d'oro collocata sulla guglia più elevata del Duomo di Milano rappresentante Maria, madre di Gesù Cristo. Questa statua è la protagonista della canzone dialettale milanese O mia bela Madunina di Giovanni D'Anzi, che è di fatto considerata l'inno della città:
(Giovanni D'Anzi, O mia bela Madunina)

### Il biscione

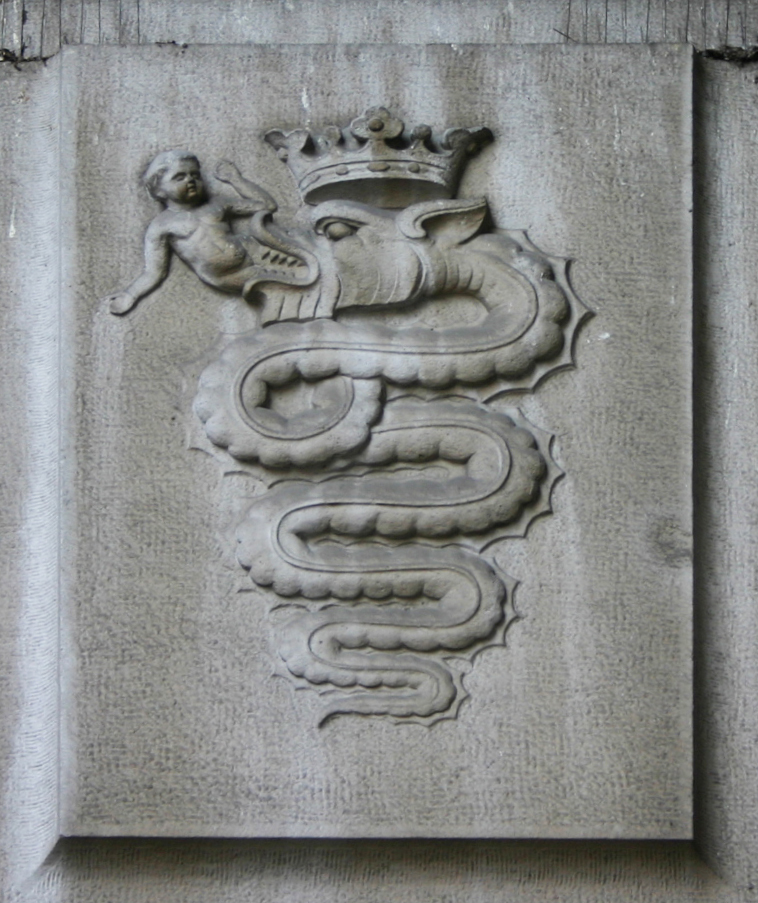
Il biscione scolpito nell'androne della stazione di Milano Centrale

Il biscione (in dialetto milanese el bisson), ritratto nell'atto di ingoiare o proteggere, a seconda delle interpretazioni, un fanciullo o un uomo nudo e sovrastato da una corona d'oro, fu il simbolo del casato dei Visconti, Signori e poi Duchi di Milano tra XIII e XV secolo. Il biscione fu in seguito ripreso dagli Sforza, dinastia che dominò Milano nel XV e nel XVI secolo, rimanendo poi uno dei simboli più celebri della città di Milano.
 
La figura del biscione viene menzionata da Dante Alighieri nella Divina Commedia come:
(Dante Alighieri, Divina Commedia, ottavo canto del Purgatorio)
I significati che si potrebbero associare a questi versi sono due: "l'esercito milanese si accampa solo dove fosse piantato il biscione", cioè lo stendardo dei Visconti, oppure "il biscione che i milanesi custodiscono nel loro campo militare".
Il biscione è stato inserito, tra i tanti usi moderni, nel logo della casa automobilistica italiana Alfa Romeo, che è stata fondata a Milano nel 1910. "La bissa", altro appellativo dialettale dato dai milanesi al "biscione", è uno dei simboli dell'Inter, squadra di calcio milanese, ed è stato ripreso dalla società Fininvest, fondata nel 1978 da Silvio Berlusconi: in quest'ultimo caso la rappresentazione del fanciullo è stata "addolcita" sostituendo quest'ultimo con un fiore uscente dalla bocca del serpente, il tutto molto stilizzato.

### Meneghino
(Meneghino si presenta in tribunale in Il falso filosofo (1698), atto III, scena XIV)

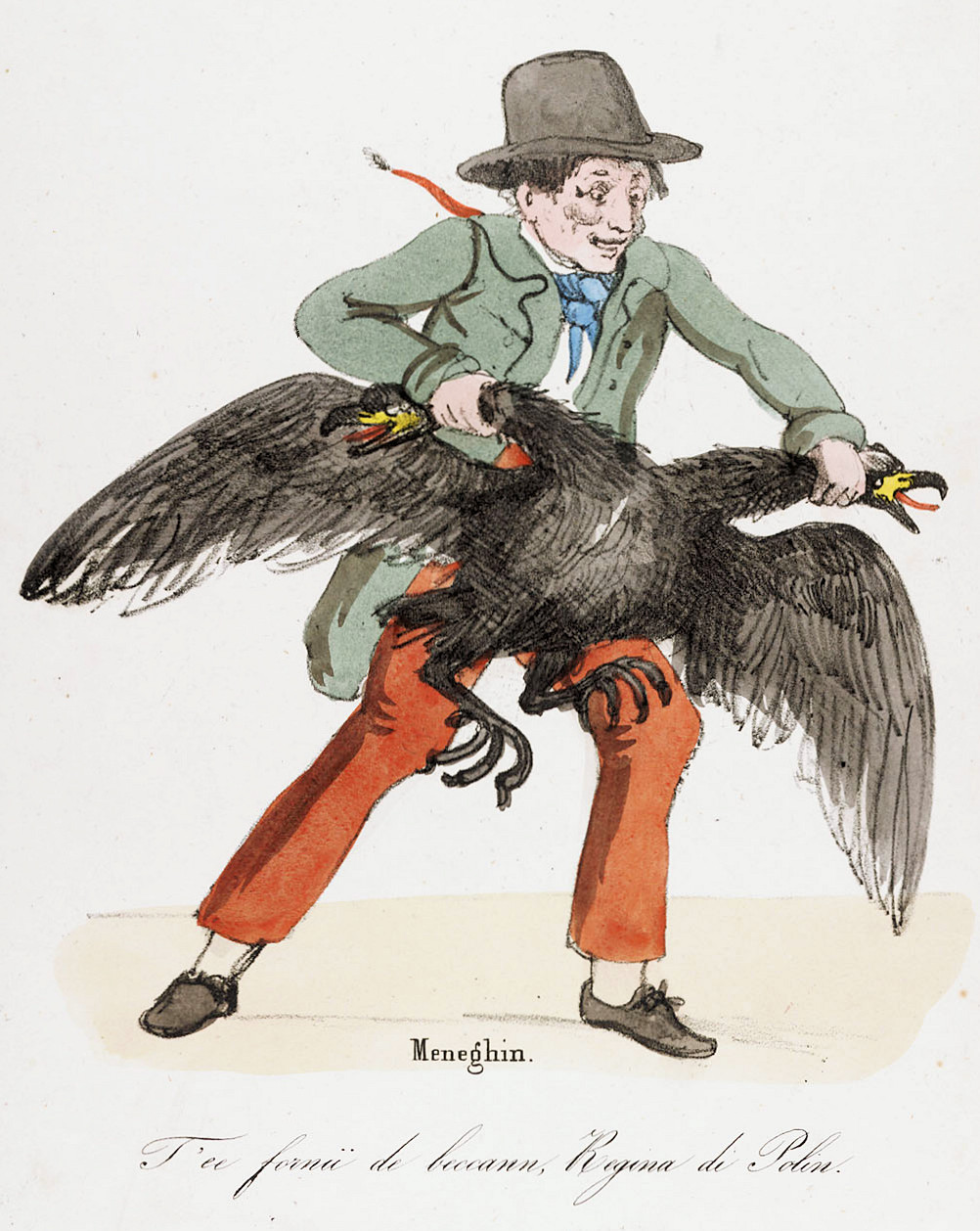
Stampa satirica dopo le cinque giornate di Milano: Meneghino (personaggio del teatro milanese, divenuto poi maschera della commedia dell'arte) tira i colli all'Aquila bicipite asburgica esclamando: "Hai finito di beccarci, regina delle tacchine"

Meneghino è un personaggio del teatro milanese divenuto poi maschera della commedia dell'arte. Ha soppiantato quella più antica e tradizionale di "Baltramm de Gaggian". "Meneghino", che è il diminutivo del nome Domenico (in dialetto milanese Domenegh o Menegh), viene talvolta usato, a mo' di aggettivo, come sostituto di "milanese" (si veda ad esempio la nota istituzione culturale Famiglia meneghina). Moglie di Meneghino è Cecca, altro celebre personaggio del teatro milanese.

### Esplicative
1. ↑  Soprannominate draghi verdi per la forma del rubinetto o  vedovelle per l'inesauribile rivolo che ne sgorga, le fontanelle di Milano sono immutate sin dalla loro prima installazione, che avvenne in piazza della Scala nel 1931. Cfr "Le fontanelle" sul sito del comune di Milano
2. ↑  Una tradizione risalente a Galvano Fiamma (XIV secolo), vuole che tale stemma provenga dall'immagine raffigurata sull'elmo e sullo scudo di un saracino abbattuto da un Ottone Visconti durante la prima crociata. Si tratta però di un racconto inverosimile, al pari delle altre notizie di questo storico sulla partecipazione lombarda alla prima crociata (Giancarlo Andenna, Deus non voluit: i Lombardi alla prima crociata (1100-1101). Dal mito alla ricostruzione della realtà. Atti del Convegno Milano, 11-11 dicembre 1999, Milano, Vita e Pensiero, 2003, ISBN 88-343-0799-2, in partic. pp. 233-234). Un altro mito attribuisce l'origine del simbolo ad un analogo scontro tra Eriprando Visconti e un cavaliere tedesco nel 1034. La prima attestazione sicura del simbolo è il 1226, quando venne raffigurato sul pastorale, "ornato con vipere d'avorio", di Ardengo Visconti, abate del monastero di Sant'Ambrogio (Romussi 1927, vol. II, p. 245). Un'altra storia, inverosimile per anacronismo, è riferita dal Petrarca: il simbolo sarebbe stato adottato da Azzone Visconti, cui una vipera sarebbe entrata nell'elmo mentre riposava, ma ne sarebbe uscita, all'atto dell'indossarlo, a fauci spalancate, senza però morderlo. Andenna (cit.) ritiene verosimile l'origine da simboli vescovili raffiguranti un mostro marino che inghiotte Giona, simbolo della risurrezione.
3. ↑  L'aggiunta della corona d'oro venne concessa nel 1336 a Bruzio Visconti dai duchi d'Austria (Romussi, loc. cit.).
4. ↑  Interrogatus è forma latina usata nei verbali ufficiali degli interrogatori.
5. ↑  Tandœuggia è Babbuasso secondo Arrighi, p. 743.
6. ↑  Tananan è Scricciolo o Ciampichino secondo Arrighi, p. 743.
7. ↑  Condamm è storpiatura del latino quondam usato negli atti ufficiali.

### Bibliografiche
1. 1 2   Statuto del Comune di Milano, su download.comune.milano.it, comune.milano.it. URL consultato il 15 novembre 2017 (archiviato dall'url originale il 30 agosto 2021).
2. 1 2 3   Insegne e simboli. Araldica pubblica e privata, medievale e moderna (sezione III) (PDF), su archivi.beniculturali.it. URL consultato il 15 novembre 2017 (archiviato dall'url originale il 30 agosto 2021).
3. 1 2 3   Linee guida per l'applicazione del Patrocinio del Comune di Milano (PDF), su mediagallery.comune.milano.it, comune.milano.it. URL consultato il 16 novembre 2017 (archiviato dall'url originale l'11 agosto 2020).
4. 1 2  Pagani, p. 20.
5. ↑   Medaglia alle Città Benemerite del Risorgimento Nazionale: Milano, su quirinale.it. URL consultato il 18 giugno 2010.
6. ↑   Medaglia d'oro al valor militare:Milano, su quirinale.it. URL consultato il 18 giugno 2010.
7. ↑  Ad essa di contrappongono le esattamente opposte bandiere ghibelline di Como, Novara e Pavia, le tre città capisaldi dello schieramento strategico di accerchiamento avversario organizzato dall’imperatore tedesco.
8. ↑  Pagani, p. 12.
9. ↑  Pagani, p. 13.
10. ↑  Pagani, p. 14.
11. 1 2 3 4 5 6 7 8 9 10 11 12 13 14   Bandiera di Milano, su digilander.libero.it. URL consultato il 15 novembre 2017.
12. ↑  Bologna, p. 18.
13. ↑   Stemma Provincia di Milano, su araldicacivica.it. URL consultato il 18 giugno 2010 (archiviato dall'url originale il 22 luglio 2011).
14. 1 2   Domenico Consoli, accampare, in Enciclopedia dantesca, Istituto dell'Enciclopedia Italiana, 1970. URL consultato il 17 novembre 2017 (archiviato dall'url originale il 1º dicembre 2017).
15. ↑  Bologna, p. 16.
16. ↑  Bologna, p. 20.
17. ↑  Bologna, p. 120.
18. ↑  Pagani, p. 21.
19. ↑  Pagani, p. 22.
20. ↑  Bologna, p. 40.
21. ↑  Bologna, p. 44.
22. ↑  Bologna, p. 39.
23. ↑  Pagani, p. 18.
24. ↑  Bonvesin de la Riva, De Magnalibus urbi Mediolani.
25. ↑   Cronologia di Milano dalla fondazione fino al 150 d.C., su storiadimilano.it. URL consultato l'11 luglio 2018.
26. ↑   Studia ambrosiana. Annali dell'Accademia di Sant'Ambrogio (2010), su books.google.de. URL consultato il 19 aprile 2018.
27. ↑   Il Sestiere di Porta Romana, su storiadimilano.it. URL consultato il 19 aprile 2018.
28. ↑   Zona Centro Storico – Il Cerchio Celtico, su blog.urbanfile.org. URL consultato il 19 aprile 2018.
29. ↑  Gualdoni, p. 10.
30. ↑  Tito Livio (Historiae, 5,34).
31. ↑   Milano, su treccani.it. URL consultato il 29 agosto 2014.
32. ↑   Carlo Maria Maggi, Comedie e rime in lingua milanese, vol. 2, Milano, 1701,  pp. 100-101.
33. ↑   Le maschere di Carnevale - Meneghino, su nonsolocittanova.it. URL consultato il 20 novembre 2017 (archiviato dall'url originale il 7 luglio 2014).
34. ↑   Meneghino, Cecca e le maschere del Carnevale Ambrosiano, su visiteguidatepertutti.it. URL consultato il 4 giugno 2018 (archiviato dall'url originale il 4 marzo 2017).